# Минута за убиство
Минута за убиство (словен. Minuta za umor) је југословенски и словеначки филм први пут приказан 31. јула 1962. године. Режирао га је Јане Кавчич а сценарио је написао Милан Николић

## Улоге
| Глумац         | Улога |
| -------------- | ----- |
| Деметер Битенц |       |
| Вања Драх      | Кох   |
| Златко Мадунић |       |
| Душа Почкај    | Нина  |
| Лојзе Розман   |       |